# ホヴリノ廃病院
ホヴリノ病院（ホヴリノはいびょういん ロシア語: Ховринская больница:ХЗБ）は、モスクワ北部ホヴリノ地区にかつて存在した病院。巨大廃墟として知られた。2万4千m2の敷地に（延べ）10万m2の建物が建っていた。建設は1980年に始まり、1985年に中断された。それ以来、未完成のまま放置され徐々に荒廃が進んだ。病院の撤去工事は2018年10月23日に始まり同11月21日まで行われた。

## 沿革

### 建設
病院の建設は1980年に始まった。5年に渡り工事を行なって、建物へ家具や医療機器を搬入する段階まで進んでいたにもかかわらず工事は中断され、1992年に建設を最終的に凍結された。諸説ある中で建設中止の理由は資金不足とされたが最も可能性が高いのは、建設当初から既に始まっていた不均一な地盤沈下だった。
病院を建設し始めた場所は沼沢性の高い土地で、更地の下に暗渠化されたリホボルカ川が流れている場所だった。問題のある地盤や不均一な排水によって、建物の地階を建設する段階で、既に地下水による浸水とクラック（ひび割れ）が現れ始めていた。
2017年頃までに建物は水深12メートルまで沈み込み、なお沈下し続けていた。
2004年までに建物の所有権を主張していたВПК-Технотэкс社とモスクワ市管財局の間の所有権紛争はモスクワ市勝訴に終わった。2004年11月23日付けモスクワ市司令番号2353РПによって、現存する構造を補強し、新たな施設を建設する作業を再開することが期待された。入札はМедстройинвест社が落札したが計画は実現しなかった。

### 撤去

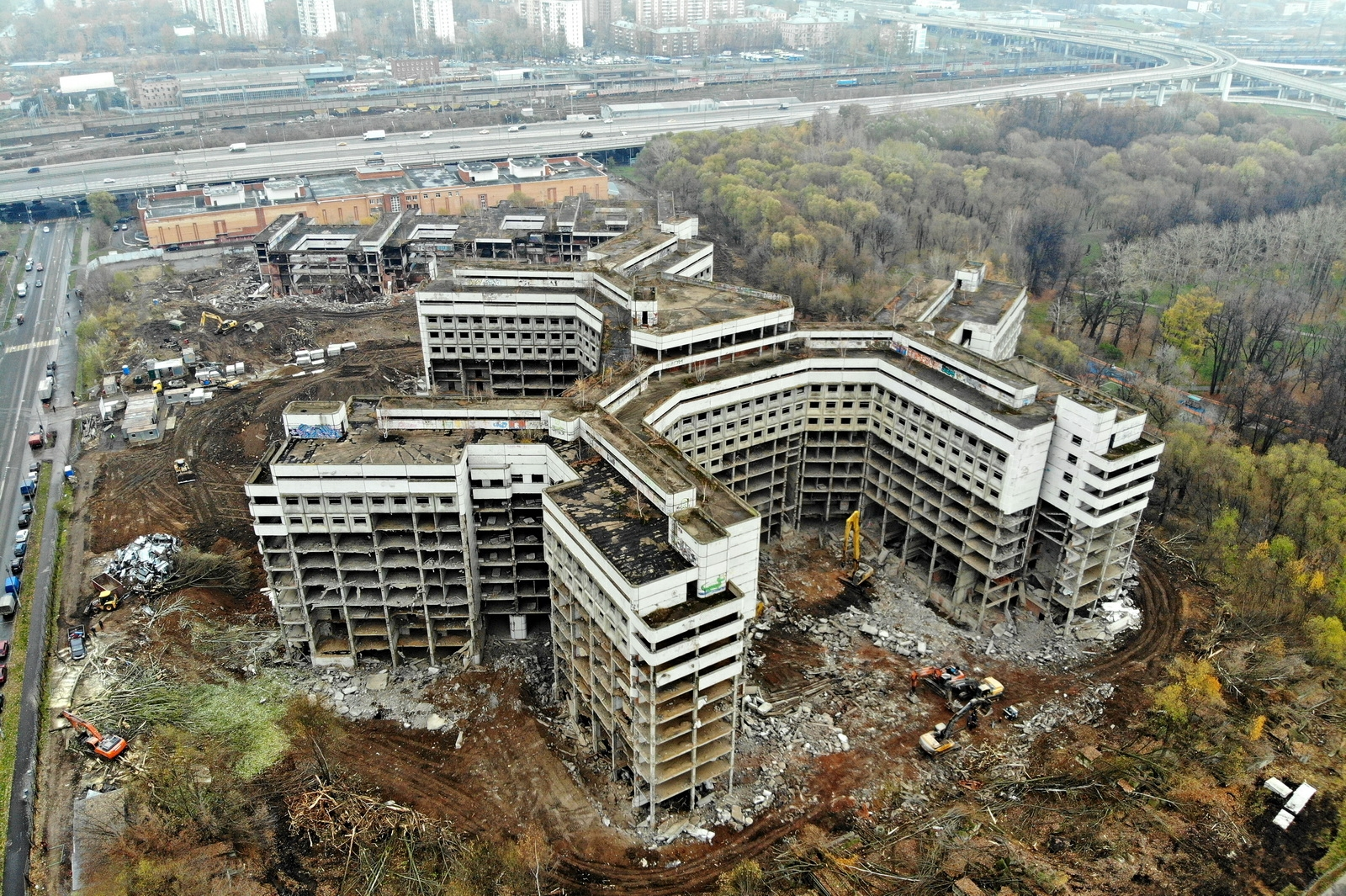
解体中。2018年11月6日。
1/4

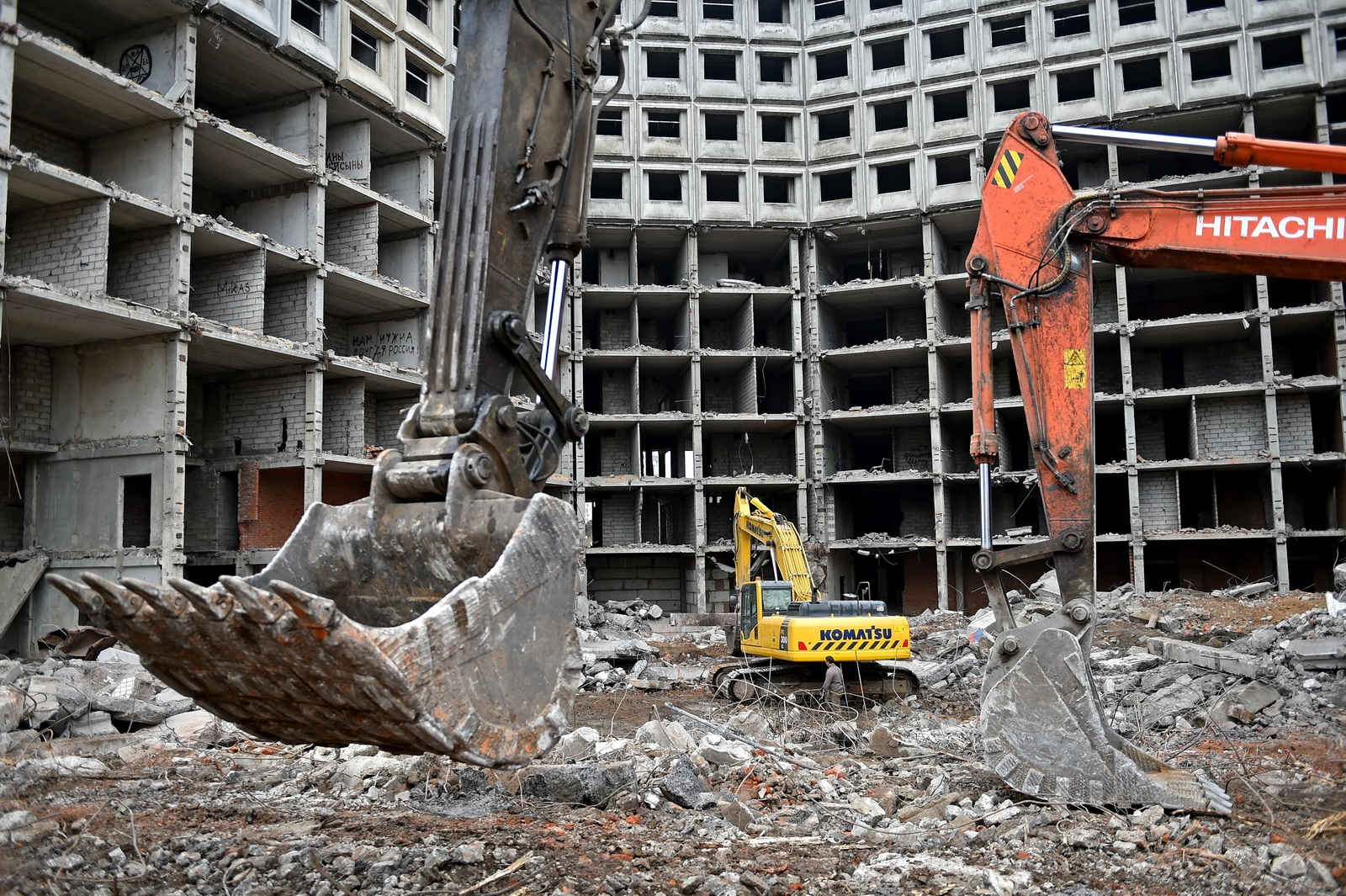
同 2/4

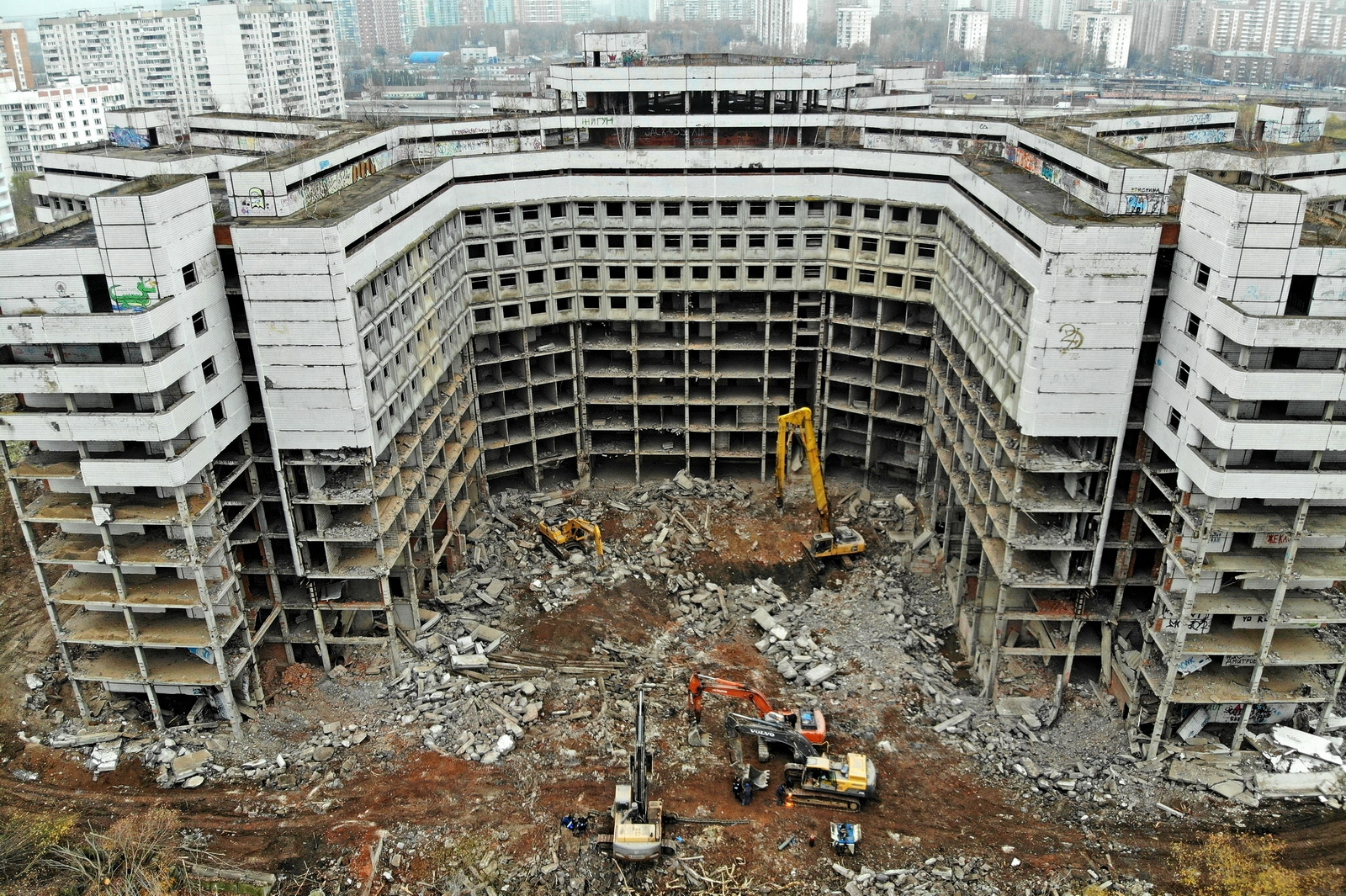
同 3/4

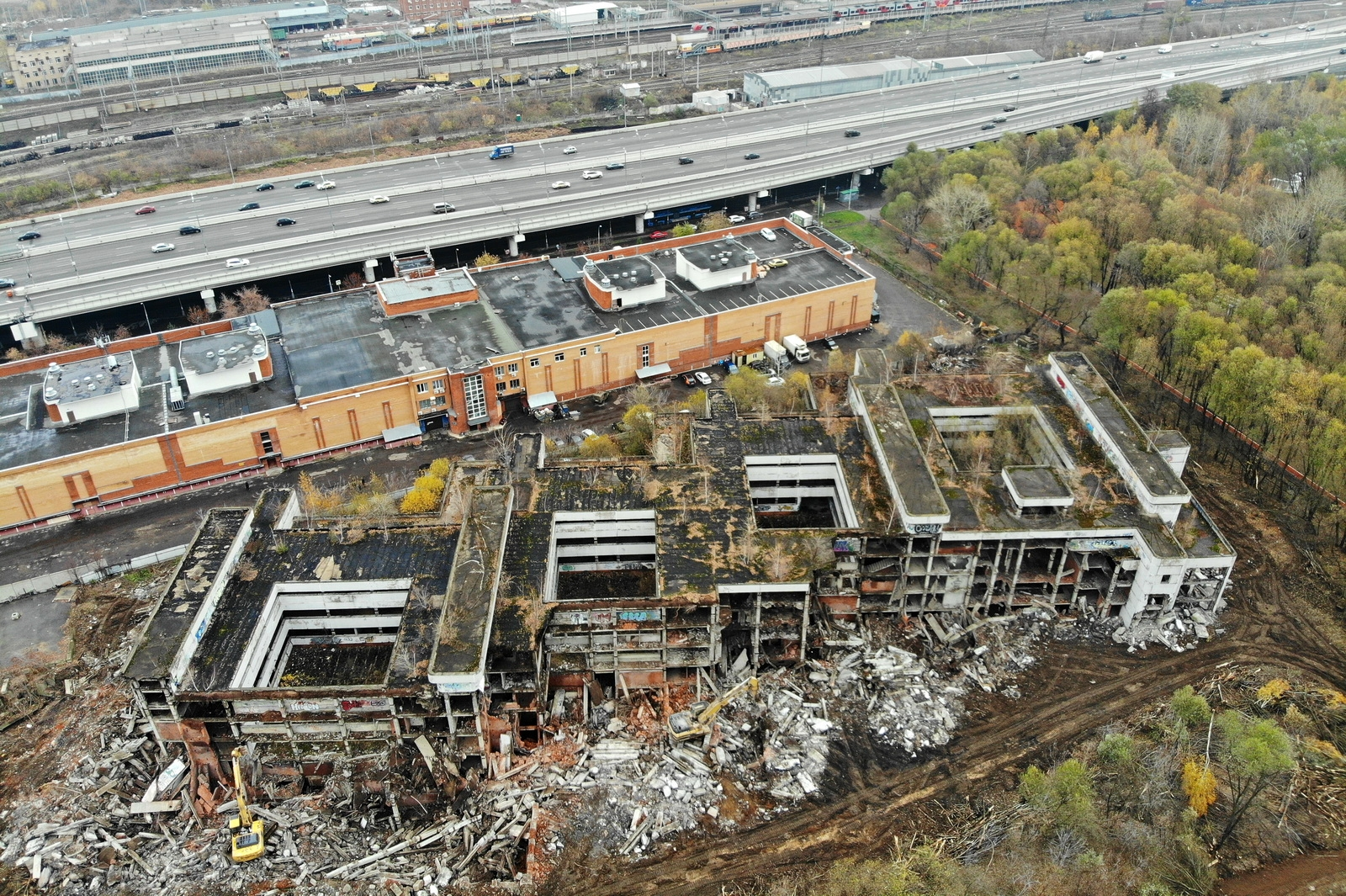
同 4/4

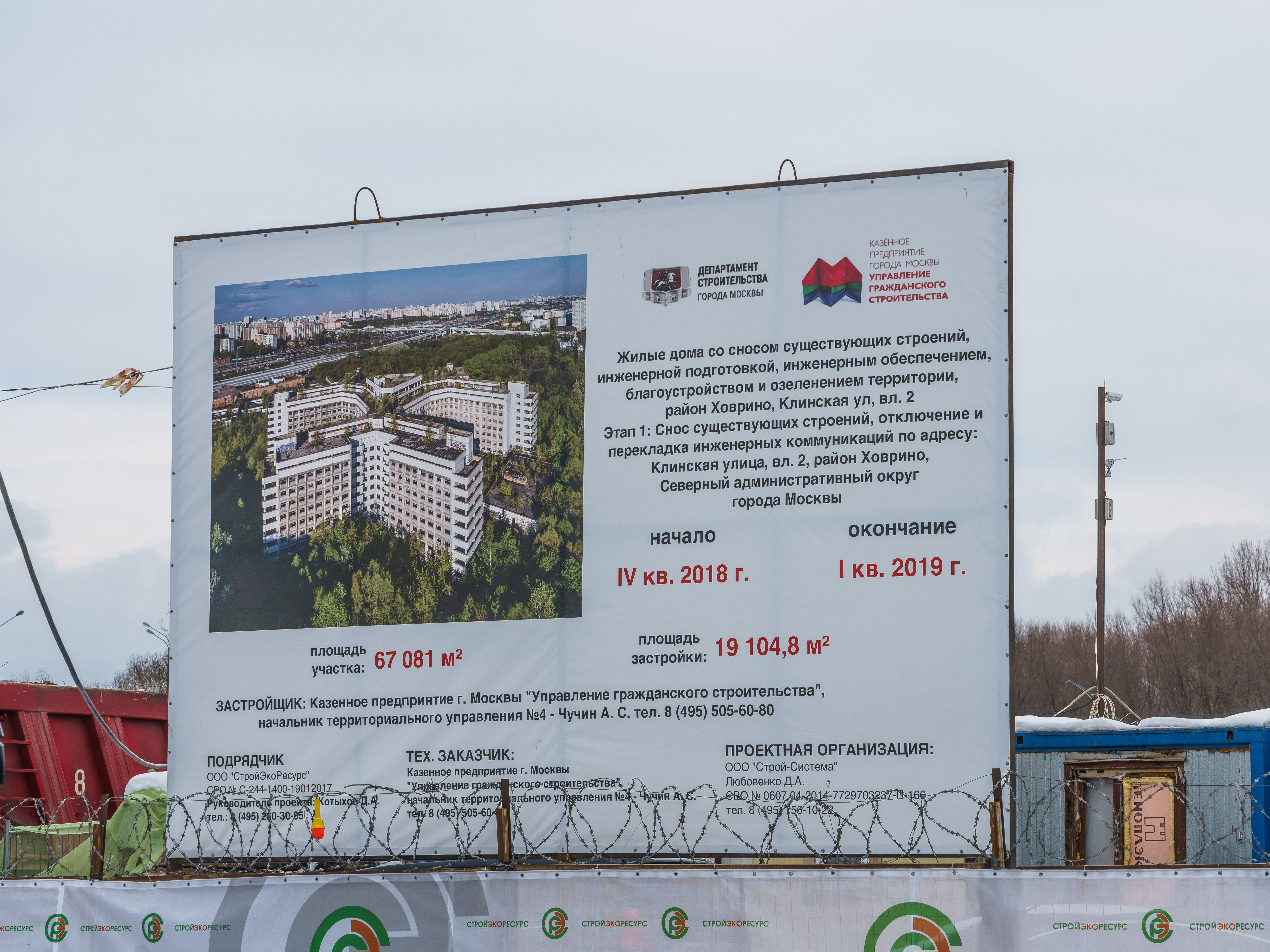
病院跡地の立看板。2019年1月18日

2012年6月、モスクワ市建設局はホヴリノ病院を建設廃止決定リストに含めた。その時点まで長期に渡り修繕作業が行なわれなかったので、建物の再生はもはや不可能であった。
施設の全体的な完成率は42%、償却率は65%だった。
2012年12月、モスクワ市は2棟の未完成施設と2筆の土地区画を民有化用の単一物件として開始価格18億ルーブルで競売に付した。
しかし2012-2013年、入札は二度に渡り不調に終わったと発表された。これは投資家が価格の高さを嫌って手を引いたためである。
2015年、既にモスクワ市当局は年内に自力で建物を解体し、土地区画を投資家に引き渡し、新たに医療用建物を建設すると発表していたが実現することはなかった。
2016年末、ホヴリノ病院を解体し、2020年までに住宅を建設する計画について発表があった。2016年12月、モスクワ市予算による病院の解体が最終的に決定され、それと同時に跡地には医療機関の代わりに住宅を建設することが発表された。2020年までにその土地にはХовринки社により34.6万m2（内29.4万m2が住居、残り5.2万m2が商業施設）の住宅団地（микрорайон）が出現する予定である。住居棟の地下1階には駐車場が予定されている。
解体作業は当初予定より早く2018年10月23日から開始された — モスクワ市当局により実施された病院撤去工事の入札条件では解体は11月に始まりおよそ3ヶ月かかると予測されていた。跡地には2020年までに4棟の集合住宅が建設される予定である。
2018年11月6日、重機を使って病院を解体する重要な段階が開始された。45メートルの建屋の上層階は先端に油圧ハサミを取り付けられた、それぞれ54メートルと44メートルのアームを持つ2台の解体重機を用いて解体された。解体に際しては作業員50人と26台の機械が使用された。
2018年11月21日、請負業者はホヴリノ病院の解体作業を完全に完了した。この時点では10万m3におよぶ建築廃材を撤去し、すべて更地化するのは2019年2月末と予定されていた。
2019年2月6日には土中の建物基礎を取出して土砂で埋戻し、その上を整地する作業も含め、全工程が終了した。

## アーキテクチャ

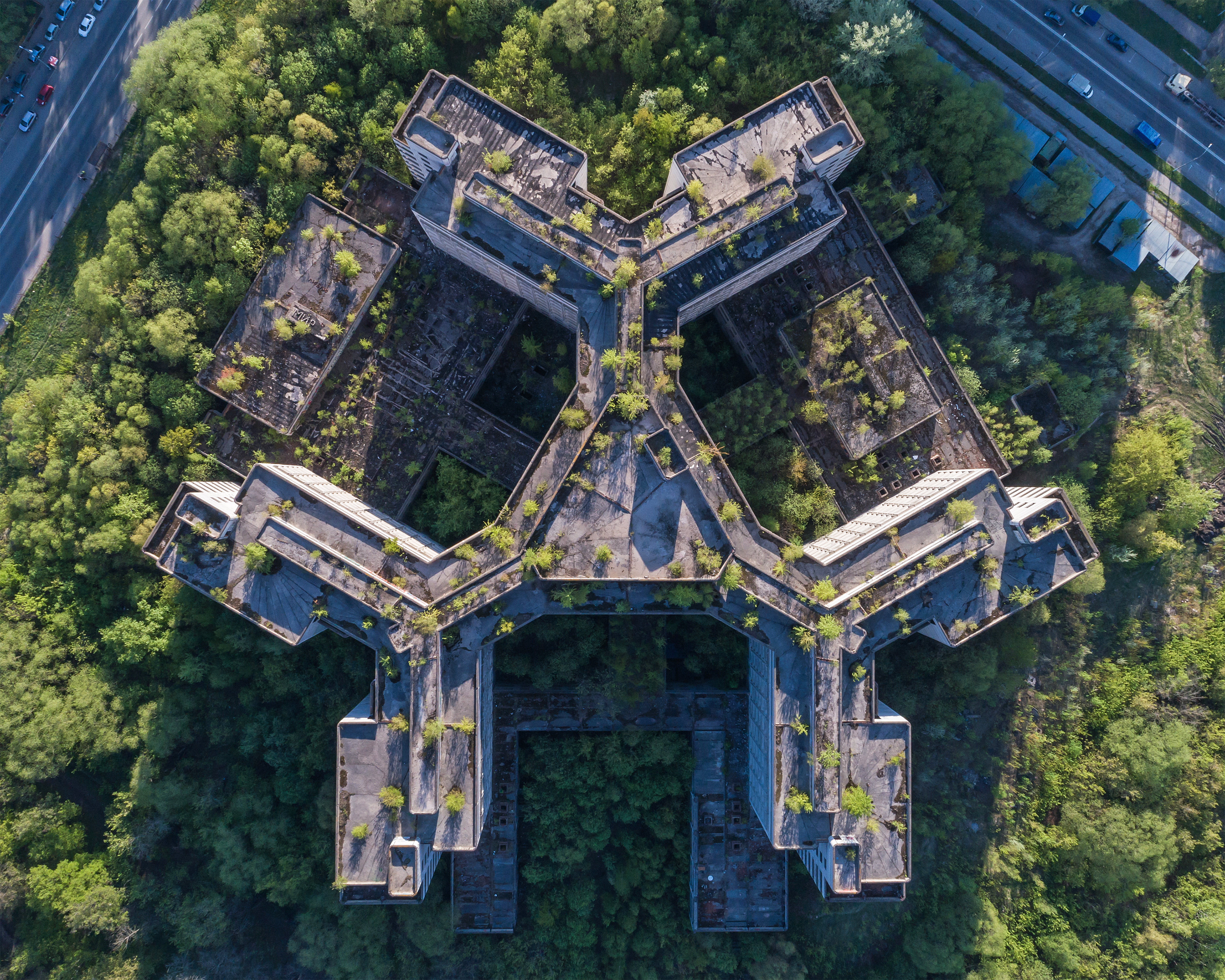
真上から。2017年

病院は先端が分岐した三放射星型の形状に造られていた。建物の3つのウイングが中心に集まり、側面部分には別棟をもつ3箇所の庭園を設置する予定であった。
計画病床数1300の病院は三段になった屋根をもつ2棟構成にすると決定された。病院は重厚さ・鉄筋コンクリート利用・荒削りな形で特徴づけられるブルータリズム様式で建設された。本館に隣接して病理解剖学部の建物があった。30年以上に渡って建設が未完で放置されたため何箇所かは壁や床版の一部が失われ、地階は浸水していた。

## 事件
荒廃した巨大な建物は廃墟マニア、エクストリーム・ツーリスト、ペイントボール愛好家、10代の若者などを惹きつけた。建物は90年代初頭までは警備されていたが、その後20年近く無警備で放置された。2009年になって初めて有刺鉄線付きの柵で囲まれ、一時的に警備が行われた。恒常的な警備体制は2011年に開始されたが、複雑なエリアは広大で施設への侵入は容易だった。
病院は何度も犯罪現場になった。強盗の襲撃に加え、数件の殺人が行われた。1990年には病院の敷地内で少女が殺され、2015年には縛られて絞殺された男性が発見された。また少なくとも1件の自殺事件が知られており、2005年、16歳の若者が片想いを悲観して8階からエレベーターシャフトに身を投げた。
しかしホヴリノ病院へ侵入した人々が建物に立ち入って外傷を負った主な原因は不注意だった。侵入者は床板の崩落箇所、垂れ下がった階段、宙に浮いた床板、部屋の間の崩れた壁、突き出している鉄筋などに気付かなかった。
2011年前半だけで12人の若者がさまざまな怪我を負い、更に1人はエレベーターシャフトに転落して死亡した。

## 撤去後

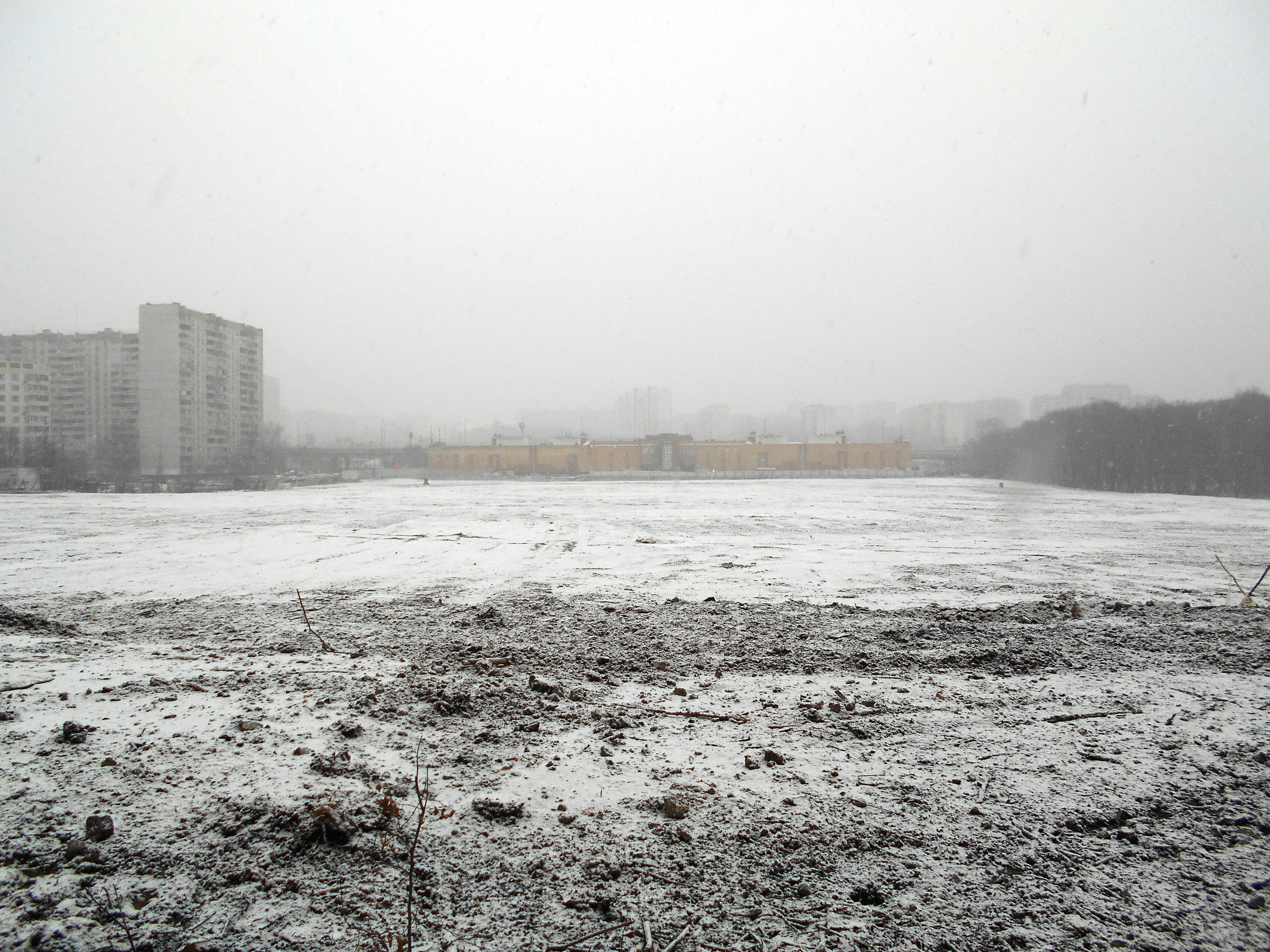
整地済み跡地。2019年3月24日

解体後の病院跡地にはモスクワ市が再生計画で高層住宅を予定していた。地域住民は断固として反対している。住民は社会文化的な設計案に賛成している。その設計案では池とその周りの公園、スケート場、図書館、その他施設に再生することが予定されている。